# Elatostema cheirophyllum
Elatostema cheirophyllum är en nässelväxtart som beskrevs av Charles Budd Robinson. Elatostema cheirophyllum ingår i släktet Elatostema och familjen nässelväxter. Inga underarter finns listade i Catalogue of Life.